# Acanthominua araguitensis
Espèce
Synonymes
- Phalangodinella araguitensis González-Sponga, 1987

Acanthominua araguitensis est une espèce d'opilions laniatores de la famille des Zalmoxidae.

## Distribution
Cette espèce est endémique de l'État de Miranda au Venezuela. Elle se rencontre vers Acevedo. 

## Description
Le mâle holotype mesure 2,70 mm

## Systématique et taxinomie
Cette espèce a été décrite sous le protonyme Phalangodinella araguitensis par González-Sponga en 1987. Elle est placée dans le genre Acanthominua par Pérez-González, Ceccarelli, Monte, Proud, DaSilva et Bichuette en 2017.

## Étymologie
Son nom d'espèce, composé de araguit[a] et du suffixe latin -ensis, « qui vit dans, qui habite », lui a été donné en référence au lieu de sa découverte, Aragüita.

## Publication originale
- González-Sponga, 1987 : « Aracnidos de Venezuela. Opiliones Laniatores I. Familias Phalangodidae y Agoristenidae. » Boletin de la Academia de Ciencias Fisicas, Matematicas y Naturales, vol. 23, p. 1–562.